# Segunda fase da Copa Libertadores da América de 2015
A segunda fase da Copa Libertadores da América de 2015, também conhecida como fase de grupos, foi disputada entre 17 de fevereiro e 22 de abril. O sorteio dos grupos ocorreu em Luque, no Paraguai, em 2 de dezembro de 2014.
O campeão e o vice de cada grupo ao final de seis jogos disputados dentro dos grupos avançaram à fase final, iniciando a partir das oitavas.
A tabela dos jogos foi anunciada pela CONMEBOL em 29 de dezembro de 2014.

## Critérios de desempate
De acordo com o regulamento estabelecido para as últimas edições, caso duas ou mais equipes empatassem em números de pontos ao final da segunda fase, os seguintes critérios seriam aplicados:
1. melhor saldo de gols entre as equipes em questão;
2. maior número de gols marcados entre as equipes em questão;
3. maior número de gols marcados como visitante entre as equipes em questão;
4. sorteio.

## Grupos
|  | Equipes classificadas para a fase final |
|  | Equipes eliminadas                      |

Todas as partidas estão no horário local.

### Grupo 1
| Equipe           | Pts | J | V | E | D | GP | GC | SG |
| ---------------- | --- | - | - | - | - | -- | -- | -- |
| Santa Fe         | 12  | 6 | 4 | 0 | 2 | 10 | 5  | +5 |
| Atlético Mineiro | 9   | 6 | 3 | 0 | 3 | 5  | 4  | +1 |
| Colo-Colo        | 9   | 6 | 3 | 0 | 3 | 8  | 9  | –1 |
| Atlas            | 6   | 6 | 2 | 0 | 4 | 4  | 9  | –5 |

| 17 de fevereiro | Atlas | 0 – 1     | Santa Fe  | Estádio Jalisco, Guadalajara |
| 20:45 (UTC−6)   |       | Relatório | Arias 77' | Árbitro: PER Diego Haro      |

| 18 de fevereiro | Colo-Colo                | 2 – 0     | Atlético Mineiro | Estádio Monumental, Santiago |
| 21:00 (UTC−3)   | Flores 39' · Paredes 66' | Relatório |                  | Árbitro: ARG Mauro Vigliano  |

| 25 de fevereiro | Atlético Mineiro | 0 – 1     | Atlas      | Estádio Independência, Belo Horizonte |
| 19:45 (UTC−3)   |                  | Relatório | Suárez 86' | Árbitro: URU Darío Ubríaco            |

| 26 de fevereiro | Santa Fe             | 3 – 1     | Colo-Colo       | Estádio El Campín, Bogotá   |
| 20:30 (UTC−5)   | Morelo 34', 43', 65' | Relatório | Suazo 51' (pen) | Árbitro: ARG Germán Delfino |

| 4 de março    | Colo-Colo              | 2 – 0     | Atlas | Estádio Monumental, Santiago |
| 19:45 (UTC−3) | Paredes 68' (pen), 90' | Relatório |       | Árbitro: BOL Raúl Orosco     |

| 18 de março   | Santa Fe | 0 – 1     | Atlético Mineiro | Estádio El Campín, Bogotá  |
| 20:00 (UTC−5) |          | Relatório | Pratto 58'       | Árbitro: ARG Néstor Pitana |

| 7 de abril    | Atlas            | 1 – 3     | Colo-Colo                       | Estádio Jalisco, Guadalajara |
| 20:15 (UTC−5) | Medina 19' (pen) | Relatório | Paredes 9', 83' · Cáceres 90+2' | Árbitro: ARG Néstor Pitana   |

| 9 de abril    | Atlético Mineiro           | 2 – 0     | Santa Fe | Estádio Independência, Belo Horizonte |
| 21:45 (UTC−3) | Carlos 12' · Guilherme 90' | Relatório |          | Árbitro: URU Andrés Cunha             |

| 15 de abril   | Atlas        | 1 – 0     | Atlético Mineiro | Estádio Jalisco, Guadalajara  |
| 20:00 (UTC−5) | González 39' | Relatório |                  | Árbitro: ARG Patricio Loustau |

| 15 de abril   | Colo-Colo | 0 – 3     | Santa Fe                        | Estádio Monumental, Santiago |
| 22:00 (UTC−3) |           | Relatório | Páez 30' · Pérez 46' · Mina 67' | Árbitro: URU Darío Ubríaco   |

| 22 de abril   | Santa Fe                           | 3 – 1     | Atlas         | Estádio El Campín, Bogotá   |
| 17:45 (UTC−5) | Pérez 20' · Roa 30' · Rivera 90+2' | Relatório | Kannemann 60' | Árbitro: ARG Mauro Vigliano |

| 22 de abril   | Atlético Mineiro                | 2 – 0     | Colo-Colo | Estádio Independência, Belo Horizonte |
| 19:45 (UTC−3) | Pratto 18' · Rafael Carioca 79' | Relatório |           | Árbitro: ECU Carlos Vera              |

### Grupo 2
| Equipe      | Pts | J | V | E | D | GP | GC | SG  |
| ----------- | --- | - | - | - | - | -- | -- | --- |
| Corinthians | 13  | 6 | 4 | 1 | 1 | 9  | 3  | +6  |
| São Paulo   | 12  | 6 | 4 | 0 | 2 | 9  | 4  | +5  |
| San Lorenzo | 7   | 6 | 2 | 1 | 3 | 3  | 4  | –1  |
| Danubio     | 3   | 6 | 1 | 0 | 5 | 4  | 14 | –10 |

| 18 de fevereiro | Corinthians            | 2 – 0     | São Paulo | Arena Corinthians, São Paulo |
| 22:00 (UTC−2)   | Elias 11' · Jádson 67' | Relatório |           | Árbitro: BRA Ricardo Marques |

| 19 de fevereiro | Danubio    | 1 – 2     | San Lorenzo           | Estádio Centenario, Montevidéu |
| 20:45 (UTC−2)   | Castro 10' | Relatório | Matos 85' · Cetto 87' | Árbitro: PAR Enrique Cáceres   |

| 25 de fevereiro | São Paulo                                       | 4 – 0     | Danubio | Estádio do Morumbi, São Paulo |
| 22:00 (UTC−3)   | Pato 3', 40' · Reinaldo 69' · Jonathan Cafu 88' | Relatório |         | Árbitro: CHI Enrique Osses    |

| 4 de março    | San Lorenzo | 0 – 1     | Corinthians | Estádio Nuevo Gasómetro, Buenos Aires    |
| 22:00 (UTC−3) |             | Relatório | Elias 65'   | Público: 0 (PF) Árbitro: ECU Carlos Vera |

| 17 de março   | Danubio       | 1 – 2     | Corinthians               | Estádio Luis Franzini, Montevidéu |
| 20:00 (UTC−3) | Barreto 90+3' | Relatório | Guerrero 70' · Felipe 79' | Árbitro: CHI Julio Bascuñán       |

| 18 de março   | São Paulo         | 1 – 0     | San Lorenzo | Estádio do Morumbi, São Paulo |
| 22:00 (UTC−3) | Michel Bastos 89' | Relatório |             | Árbitro: COL Wilmar Roldán    |

| 1 de abril    | San Lorenzo     | 1 – 0     | São Paulo | Estádio Nuevo Gasómetro, Buenos Aires |
| 19:45 (UTC−3) | Cauteruccio 70' | Relatório |           | Árbitro: CHI Enrique Osses            |

| 1 de abril    | Corinthians                         | 4 – 0     | Danubio | Arena Corinthians, São Paulo |
| 22:00 (UTC−3) | Jádson 26' · Guerrero 32', 46', 67' | Relatório |         | Árbitro: PER Diego Haro      |

| 15 de abril   | Danubio  | 1 – 2     | São Paulo                | Estádio Luis Franzini, Montevidéu |
| 22:00 (UTC−3) | Sosa 47' | Relatório | Pato 60' · Centurión 90' | Árbitro: VEN José Argote          |

| 16 de abril   | Corinthians | 0 – 0     | San Lorenzo | Arena Corinthians, São Paulo |
| 22:00 (UTC−3) |             | Relatório |             | Árbitro: PER Víctor Carrillo |

| 22 de abril   | San Lorenzo | 0 – 1     | Danubio   | Estádio Nuevo Gasómetro, Buenos Aires |
| 22:00 (UTC−3) |             | Relatório | Viana 88' | Árbitro: COL José Buitrago            |

| 22 de abril   | São Paulo                            | 2 – 0     | Corinthians | Estádio do Morumbi, São Paulo |
| 22:00 (UTC−3) | Luís Fabiano 31' · Michel Bastos 39' | Relatório |             | Árbitro: BRA Sandro Ricci     |

### Grupo 3
| Equipe                 | Pts | J | V | E | D | GP | GC | SG |
| ---------------------- | --- | - | - | - | - | -- | -- | -- |
| Cruzeiro               | 11  | 6 | 3 | 2 | 1 | 8  | 3  | +5 |
| Universitario de Sucre | 9   | 6 | 2 | 3 | 1 | 4  | 3  | +1 |
| Huracán                | 7   | 6 | 1 | 4 | 1 | 6  | 7  | –1 |
| Mineros de Guayana     | 4   | 6 | 1 | 1 | 4 | 5  | 10 | –5 |

| 24 de fevereiro | Huracán                              | 2 – 2     | Mineros de Guayana     | Estádio Tomás Adolfo Ducó, Buenos Aires |
| 19:00 (UTC−3)   | Villarruel 27' · Domínguez 88' (pen) | Relatório | Valoyes 21', 81' (pen) | Árbitro: COL Adrián Vélez               |

| 25 de fevereiro | Universitario de Sucre | 0 – 0     | Cruzeiro | Estádio Olímpico Patria, Sucre |
| 21:00 (UTC−4)   |                        | Relatório |          | Árbitro: ECU Omar Ponce        |

| 3 de março       | Mineros de Guayana | 0 – 1     | Universitario de Sucre | Polideportivo Cachamay, Puerto Ordaz |
| 18:15 (UTC−4:30) |                    | Relatório | Castro 73'             | Árbitro: MEX Fernando Guerrero       |

| 3 de março    | Cruzeiro | 0 – 0     | Huracán | Estádio Mineirão, Belo Horizonte |
| 22:00 (UTC−3) |          | Relatório |         | Árbitro: PAR Enrique Cáceres     |

| 10 de março   | Universitario de Sucre | 0 – 0     | Huracán | Estádio Olímpico Patria, Sucre |
| 18:30 (UTC−4) |                        | Relatório |         | Árbitro: VEN José Argote       |

| 19 de março      | Mineros de Guayana | 0 – 2     | Cruzeiro                            | Polideportivo Cachamay, Puerto Ordaz |
| 20:45 (UTC−4:30) |                    | Relatório | Leandro Damião 10' · Marquinhos 82' | Árbitro: ECU Carlos Vera             |

| 8 de abril    | Huracán   | 1 – 1     | Universitario de Sucre | Estádio Tomás Adolfo Ducó, Buenos Aires |
| 19:45 (UTC−3) | Ábila 34' | Relatório | Suárez 39'             | Árbitro: PAR Ulises Mereles             |

| 8 de abril    | Cruzeiro                                              | 3 – 0     | Mineros de Guayana | Estádio Mineirão, Belo Horizonte |
| 22:00 (UTC−3) | De Arrascaeta 12' · Leandro Damião 14' · Henrique 72' | Relatório |                    | Árbitro: CHI Jorge Osorio        |

| 14 de abril   | Huracán                         | 3 – 1     | Cruzeiro                 | Estádio Tomás Adolfo Ducó, Buenos Aires |
| 19:00 (UTC−3) | Ábila 14', 25' · Mancinelli 62' | Relatório | Leandro Damião 60' (pen) | Árbitro: CHI Patricio Polic             |

| 14 de abril   | Universitario de Sucre    | 2 – 0     | Mineros de Guayana | Estádio Olímpico Patria, Sucre |
| 18:00 (UTC−4) | Castro 45+1' · Suárez 84' | Relatório |                    | Árbitro: PAR Antonio Arias     |

| 21 de abril      | Mineros de Guayana           | 3 – 0     | Huracán | Polideportivo Cachamay, Puerto Ordaz |
| 19:00 (UTC−4:30) | Valoyes 9', 39' · Acosta 64' | Relatório |         | Árbitro: URU Daniel Fedorczuk        |

| 21 de abril   | Cruzeiro              | 2 – 0     | Universitario de Sucre | Estádio Mineirão, Belo Horizonte |
| 20:30 (UTC−3) | Willian 37' · Léo 56' | Relatório |                        | Árbitro: ECU Roddy Zambrano      |

### Grupo 4
| Equipe               | Pts | J | V | E | D | GP | GC | SG |
| -------------------- | --- | - | - | - | - | -- | -- | -- |
| Internacional        | 13  | 6 | 4 | 1 | 1 | 13 | 7  | +6 |
| Emelec               | 10  | 6 | 3 | 1 | 2 | 9  | 5  | +4 |
| The Strongest        | 9   | 6 | 3 | 0 | 3 | 10 | 11 | –1 |
| Universidad de Chile | 3   | 6 | 1 | 0 | 5 | 7  | 16 | –9 |

| 17 de fevereiro | Universidad de Chile | 0 – 1     | Emelec      | Estádio Nacional, Santiago |
| 19:15 (UTC−3)   |                      | Relatório | Bolaños 63' | Árbitro: ARG Silvio Trucco |

| 17 de fevereiro | The Strongest                  | 3 – 1     | Internacional          | Estádio Hernando Siles, La Paz |
| 20:30 (UTC−4)   | Chumacero 10', 85' · Wayar 14' | Relatório | D'Alessandro 48' (pen) | Árbitro: COL Adrián Vélez      |

| 24 de fevereiro | Emelec                                | 3 – 0     | The Strongest | Estádio Jocay, Manta     |
| 21:30 (UTC−5)   | Bolaños 3' · Fernández 23' · Mena 68' | Relatório |               | Árbitro: VEN José Argote |

| 26 de fevereiro | Internacional                                                     | 3 – 1     | Universidad de Chile | Estádio Beira-Rio, Porto Alegre |
| 20:15 (UTC−3)   | D'Alessandro 45+1' (pen) · Jorge Henrique 60' · Eduardo Sasha 77' | Relatório | Canales 66'          | Árbitro: PER Víctor Carrillo    |

| 4 de março    | Internacional                     | 3 – 2     | Emelec                   | Estádio Beira-Rio, Porto Alegre |
| 22:00 (UTC−3) | Nilmar 10' · Alex 59' · Réver 82' | Relatório | Burbano 22' · Mena 45+1' | Árbitro: ARG Néstor Pitana      |

| 5 de março    | Universidad de Chile                      | 3 – 1     | The Strongest | Estádio Nacional, Santiago    |
| 20:15 (UTC−3) | Lorenzetti 19' · Ubilla 70' · Canales 77' | Relatório | Escobar 16'   | Árbitro: COL Wilson Lamouroux |

| 17 de março   | The Strongest                                                          | 5 – 3     | Universidad de Chile         | Estádio Hernando Siles, La Paz |
| 21:15 (UTC−4) | Centurión 45' · Wayar 50' · Cristaldo 68' · Martelli 72' · Ramallo 86' | Relatório | Ubilla 21', 70' · Corujo 71' | Árbitro: PAR Carlos Amarilla   |

| 18 de março   | Emelec   | 1 – 1     | Internacional | Estádio Jocay, Manta        |
| 17:45 (UTC−5) | Mena 31' | Relatório | Vitinho 55'   | Árbitro: ARG Mauro Vigliano |

| 15 de abril   | The Strongest | 1 – 0     | Emelec | Estádio Hernando Siles, La Paz |
| 16:30 (UTC−4) | Chumacero 57' | Relatório |        | Árbitro: COL José Buitrago     |

| 16 de abril   | Universidad de Chile | 0 – 4     | Internacional                                     | Estádio Nacional, Santiago |
| 22:00 (UTC−3) |                      | Relatório | Nilmar 9', 31' · Eduardo Sasha 12' · Valdívia 58' | Árbitro: ARG Silvio Trucco |

| 22 de abril   | Emelec           | 2 – 0     | Universidad de Chile | Estádio George Capwell, Guaiaquil |
| 15:30 (UTC−5) | Bolaños 41', 62' | Relatório |                      | Árbitro: MEX Roberto García       |

| 22 de abril   | Internacional | 1 – 0     | The Strongest | Estádio Beira-Rio, Porto Alegre |
| 17:30 (UTC−3) | Valdívia 40'  | Relatório |               | Árbitro: PAR Enrique Cáceres    |

### Grupo 5
| Equipe               | Pts | J | V | E | D | GP | GC | SG  |
| -------------------- | --- | - | - | - | - | -- | -- | --- |
| Boca Juniors         | 18  | 6 | 6 | 0 | 0 | 19 | 2  | +17 |
| Montevideo Wanderers | 10  | 6 | 3 | 1 | 2 | 9  | 8  | +1  |
| Palestino            | 7   | 6 | 2 | 1 | 3 | 6  | 6  | 0   |
| Zamora               | 0   | 6 | 0 | 0 | 6 | 3  | 21 | –18 |

| 17 de fevereiro | Montevideo Wanderers                                   | 3 – 2     | Zamora                   | Estádio Gran Parque Central, Montevidéu |
| 20:15 (UTC−2)   | Rodríguez 45+1' · Albarracín 78' (pen) · Reymundez 81' | Relatório | Murillo 25' · Flores 53' | Árbitro: BOL Raúl Orosco                |

| 18 de fevereiro | Palestino | 0 – 2     | Boca Juniors              | Estádio Santa Laura, Santiago |
| 18:45 (UTC−3)   |           | Relatório | Chávez 37' · Palacios 68' | Árbitro: COL Wilmar Roldán    |

| 26 de fevereiro | Boca Juniors            | 2 – 1     | Montevideo Wanderers | Estádio La Bombonera, Buenos Aires |
| 20:15 (UTC−3)   | Komar 32' · Osvaldo 42' | Relatório | Riolfo 33'           | Árbitro: BRA Ricardo Marques       |

| 26 de fevereiro  | Zamora | 0 – 1     | Palestino   | Estádio La Carolina, Barinas |
| 21:00 (UTC−4:30) |        | Relatório | Márquez 44' | Árbitro: PAR Julio Quintana  |

| 10 de março   | Montevideo Wanderers | 1 – 0     | Palestino | Estádio Gran Parque Central, Montevidéu |
| 19:30 (UTC−3) | Santos 22'           | Relatório |           | Árbitro: COL Adrián Vélez               |

| 11 de março   | Boca Juniors                                                 | 5 – 0     | Zamora | Estádio La Bombonera, Buenos Aires |
| 20:00 (UTC−3) | Meli 7' · Lodeiro 14' · Carrizo 36' · Osvaldo 68', 81' (pen) | Relatório |        | Árbitro: COL José Buitrago         |

| 17 de março      | Zamora      | 1 – 5     | Boca Juniors                                       | Estádio La Carolina, Barinas  |
| 20:45 (UTC−4:30) | Murillo 17' | Relatório | Martínez 51', 90+1' · Colazo 57', 70' · Chávez 77' | Árbitro: BRA Luiz de Oliveira |

| 19 de março   | Palestino | 1 – 1     | Montevideo Wanderers | Estádio Santa Laura, Santiago |
| 20:00 (UTC−3) | Silva 65' | Relatório | Silva 35'            | Árbitro: PER Víctor Carrillo  |

| 7 de abril    | Palestino                                       | 4 – 0     | Zamora | Estádio Santa Laura, Santiago |
| 20:00 (UTC−3) | Chaves 46', 84' · Valencia 67' · Vidangossy 87' | Relatório |        | Árbitro: BOL Óscar Maldonado  |

| 9 de abril    | Montevideo Wanderers | 0 – 3     | Boca Juniors                 | Estádio Centenario, Montevidéu |
| 21:45 (UTC−3) |                      | Relatório | Calleri 8', 48' · Monzón 73' | Árbitro: BRA Sandro Ricci      |

| 16 de abril      | Zamora | 0 – 3     | Montevideo Wanderers                        | Estádio La Carolina, Barinas |
| 18:15 (UTC−4:30) |        | Relatório | Santos 33' · Albarracín 63' · Rodríguez 87' | Árbitro: PAR Enrique Cáceres |

| 16 de abril   | Boca Juniors              | 2 – 0     | Palestino | Estádio La Bombonera, Buenos Aires |
| 19:45 (UTC−3) | Marín 81' · Calleri 90+2' | Relatório |           | Árbitro: BRA Wilton Sampaio        |

### Grupo 6
| Equipe      | Pts | J | V | E | D | GP | GC | SG |
| ----------- | --- | - | - | - | - | -- | -- | -- |
| Tigres UANL | 14  | 6 | 4 | 2 | 0 | 16 | 7  | +9 |
| River Plate | 7   | 6 | 1 | 4 | 1 | 8  | 7  | +1 |
| Juan Aurich | 6   | 6 | 1 | 3 | 2 | 9  | 11 | –2 |
| San José    | 4   | 6 | 1 | 1 | 4 | 3  | 11 | –8 |

| 18 de fevereiro | Tigres UANL                   | 3 – 0     | Juan Aurich | Estádio Universitario, San Nicolás de los Garza |
| 20:15 (UTC−6)   | Guerrón 37', 58' · Dueñas 64' | Relatório |             | Árbitro: URU Fernando Falce                     |

| 19 de fevereiro | San José                | 2 – 0     | River Plate | Estádio Jesús Bermúdez, Oruro |
| 21:00 (UTC−4)   | Orué 80' · Valverde 87' | Relatório |             | Árbitro: URU Daniel Fedorczuk |

| 5 de março    | River Plate | 1 – 1     | Tigres UANL | Estádio Monumental de Núñez, Buenos Aires |
| 20:15 (UTC−3) | Sánchez 72' | Relatório | Guerrón 40' | Árbitro: BRA Sandro Ricci                 |

| 5 de março    | Juan Aurich            | 2 – 0     | San José | Estádio Elías Aguirre, Chiclayo |
| 20:30 (UTC−5) | Valoyes 5' · Ramos 22' | Relatório |          | Árbitro: CHI Eduardo Gamboa     |

| 11 de março   | San José | 0 – 1     | Tigres UANL | Estádio Jesús Bermúdez, Oruro |
| 21:15 (UTC−4) |          | Relatório | Escoto 38'  | Árbitro: URU Andrés Cunha     |

| 12 de março   | Juan Aurich | 1 – 1     | River Plate | Estádio Elías Aguirre, Chiclayo |
| 20:15 (UTC−5) | Rengifo 66' | Relatório | Balanta 21' | Árbitro: PAR Julio Quintana     |

| 17 de março   | Tigres UANL                                      | 4 – 0     | San José | Estádio Universitario, San Nicolás de los Garza |
| 21:30 (UTC−6) | Guerrón 1' · Rafael Sóbis 19', 84' · Arévalo 77' | Relatório |          | Árbitro: VEN José Argote                        |

| 19 de março   | River Plate | 1 – 1     | Juan Aurich | Estádio Monumental de Núñez, Buenos Aires |
| 20:00 (UTC−3) | Mercado 25' | Relatório | Delgado 89' | Árbitro: CHI Jorge Osorio                 |

| 7 de abril    | San José  | 1 – 1     | Juan Aurich | Estádio Jesús Bermúdez, Oruro |
| 21:15 (UTC−4) | Reyes 34' | Relatório | Delgado 41' | Árbitro: ECU Roddy Zambrano   |

| 8 de abril    | Tigres UANL               | 2 – 2     | River Plate              | Estádio Universitario, San Nicolás de los Garza |
| 20:00 (UTC−5) | Arévalo 11' · Álvarez 68' | Relatório | Gutiérrez 86' · Mora 89' | Árbitro: COL Adrián Vélez                       |

| 15 de abril   | Juan Aurich                              | 4 – 5     | Tigres UANL                                               | Estádio Elías Aguirre, Chiclayo |
| 17:45 (UTC−5) | Pacheco 13', 82' · Tejada 42', 51' (pen) | Relatório | Esqueda 10', 16', 73' · Villalpando 66' · Espericueta 81' | Árbitro: ECU Carlos Vera        |

| 15 de abril   | River Plate                         | 3 – 0     | San José | Estádio Monumental de Núñez, Buenos Aires |
| 19:45 (UTC−3) | Mora 42', 52' (pen) · Gutiérrez 54' | Relatório |          | Árbitro: BRA Péricles Cortez              |

### Grupo 7
| Equipe                 | Pts | J | V | E | D | GP | GC | SG |
| ---------------------- | --- | - | - | - | - | -- | -- | -- |
| Atlético Nacional      | 11  | 6 | 3 | 2 | 1 | 12 | 7  | +5 |
| Estudiantes            | 10  | 6 | 3 | 1 | 2 | 7  | 3  | +4 |
| Libertad               | 8   | 6 | 2 | 2 | 2 | 5  | 8  | –3 |
| Barcelona de Guayaquil | 4   | 6 | 1 | 1 | 4 | 5  | 11 | –6 |

| 19 de fevereiro | Libertad                       | 2 – 2     | Atlético Nacional            | Estádio Dr. Nicolás Leoz, Assunção |
| 19:45 (UTC−3)   | González 20' · Lopéz 33' (pen) | Relatório | Zeballos 4' · Ruiz 59' (pen) | Árbitro: BRA Sandro Ricci          |

| 25 de fevereiro | Estudiantes            | 3 – 0     | Barcelona de Guayaquil | Estádio Ciudad de La Plata, La Plata |
| 19:45 (UTC−3)   | Carrillo 16', 36', 74' | Relatório |                        | Árbitro: BRA Héber Lopes             |

| 3 de março    | Barcelona de Guayaquil | 0 – 1     | Libertad    | Estádio Monumental, Guaiaquil |
| 17:45 (UTC−5) |                        | Relatório | Recalde 77' | Árbitro: URU Daniel Fedorczuk |

| 5 de março    | Atlético Nacional | 1 – 1     | Estudiantes | Estádio Atanasio Girardot, Medellín |
| 20:30 (UTC−5) | Zeballos 42'      | Relatório | Jara 68'    | Árbitro: CHI Julio Bascuñán         |

| 11 de março   | Barcelona de Guayaquil | 1 – 2     | Atlético Nacional       | Estádio Monumental, Guaiaquil |
| 20:15 (UTC−5) | Alemán 1'              | Relatório | Guerra 65' · Ruiz 90+4' | Árbitro: CHI Enrique Osses    |

| 12 de março   | Libertad    | 1 – 0     | Estudiantes | Estádio Manuel Ferreira, Assunção |
| 19:45 (UTC−3) | Tréllez 62' | Relatório |             | Árbitro: BRA Péricles Cortez      |

| 18 de março   | Estudiantes  | 1 – 0     | Libertad | Estádio Ciudad de La Plata, La Plata |
| 19:45 (UTC−3) | Carrillo 79' | Relatório |          | Árbitro: BRA Ricardo Marques         |

| 19 de março   | Atlético Nacional        | 2 – 3     | Barcelona de Guayaquil          | Estádio Atanasio Girardot, Medellín |
| 20:15 (UTC−5) | Palomino 26' · Mejía 70' | Relatório | Esterilla 37' · Alemán 46', 51' | Árbitro: BRA Leandro Vuaden         |

| 9 de abril    | Libertad    | 1 – 1     | Barcelona de Guayaquil | Estádio Dr. Nicolás Leoz, Assunção |
| 18:30 (UTC−4) | Benítez 57' | Relatório | Esterilla 9'           | Árbitro: PER Víctor Carrillo       |

| 9 de abril    | Estudiantes | 0 – 1     | Atlético Nacional | Estádio Ciudad de La Plata, La Plata |
| 19:30 (UTC−3) |             | Relatório | Mejía 36'         | Árbitro: URU Daniel Fedorczuk        |

| 21 de abril   | Atlético Nacional                      | 4 – 0     | Libertad | Estádio Atanasio Girardot, Medellín |
| 20:45 (UTC−5) | Mejía 28' · Ruiz 50', 52' · Copete 72' | Relatório |          | Árbitro: BRA Héber Lopes            |

| 21 de abril   | Barcelona de Guayaquil | 0 – 2     | Estudiantes               | Estádio Monumental, Guaiaquil |
| 20:45 (UTC−5) |                        | Relatório | Acosta 77' · Carrillo 82' | Árbitro: URU Andrés Cunha     |

### Grupo 8
| Equipe            | Pts | J | V | E | D | GP | GC | SG |
| ----------------- | --- | - | - | - | - | -- | -- | -- |
| Racing            | 12  | 6 | 4 | 0 | 2 | 15 | 7  | +8 |
| Guaraní           | 9   | 6 | 2 | 3 | 1 | 12 | 10 | +2 |
| Sporting Cristal  | 7   | 6 | 1 | 4 | 1 | 6  | 7  | –1 |
| Deportivo Táchira | 3   | 6 | 0 | 3 | 3 | 6  | 15 | –9 |

| 17 de fevereiro  | Deportivo Táchira | 0 – 5     | Racing                                     | Estádio Polideportivo de Pueblo Nuevo, San Cristóbal |
| 20:00 (UTC−4:30) |                   | Relatório | Lollo 20' · Bou 39', 52', 68' · Milito 55' | Árbitro: CHI Julio Bascuñán                          |

| 18 de fevereiro | Guaraní                       | 2 – 2     | Sporting Cristal         | Estádio Defensores del Chaco, Assunção |
| 18:45 (UTC−3)   | Fernández 69' · Santander 84' | Relatório | Pereyra 31' · Ballón 47' | Árbitro: BRA Péricles Cortez           |

| 24 de fevereiro | Racing                         | 4 – 1     | Guaraní       | Estádio El Cilindro, Avellaneda |
| 21:15 (UTC−3)   | Bou 43', 78', 81' · Milito 48' | Relatório | Santander 64' | Árbitro: URU Andrés Cunha       |

| 24 de fevereiro | Sporting Cristal | 1 – 1     | Deportivo Táchira | Estádio Nacional, Lima    |
| 21:30 (UTC−5)   | Lobatón 26'      | Relatório | González 87'      | Árbitro: COL Imer Machado |

| 10 de março   | Guaraní                                                               | 5 – 2     | Deportivo Táchira        | Estádio Defensores del Chaco, Assunção |
| 21:45 (UTC−3) | Ocampo 9' · Mendoza 34' · Santander 39' · Benítez 40' · Fernández 87' | Relatório | González 16' · López 48' | Árbitro: PER Diego Haro                |

| 10 de março   | Racing        | 1 – 2     | Sporting Cristal       | Estádio El Cilindro, Avellaneda |
| 21:45 (UTC−3) | Fernández 66' | Relatório | Lobatón 58', 80' (pen) | Árbitro: ECU Roddy Zambrano     |

| 17 de março   | Sporting Cristal | 0 – 2     | Racing                        | Estádio Nacional, Lima        |
| 18:00 (UTC−5) |                  | Relatório | Milito 76' (pen) · Videla 88' | Árbitro: URU Daniel Fedorczuk |

| 18 de março      | Deportivo Táchira  | 1 – 1     | Guaraní           | Estádio Polideportivo de Pueblo Nuevo, San Cristóbal |
| 20:30 (UTC−4:30) | González 20' (pen) | Relatório | Benítez 41' (pen) | Árbitro: COL José Buitrago                           |

| 7 de abril    | Guaraní                   | 2 – 0     | Racing | Estádio Defensores del Chaco, Assunção |
| 19:00 (UTC−4) | Santander 66' · Palau 80' | Relatório |        | Árbitro: BRA Héber Lopes               |

| 8 de abril       | Deportivo Táchira | 0 – 0     | Sporting Cristal | Estádio Polideportivo de Pueblo Nuevo, San Cristóbal |
| 18:15 (UTC−4:30) |                   | Relatório |                  | Árbitro: BOL Raúl Orosco                             |

| 14 de abril   | Sporting Cristal | 1 – 1     | Guaraní       | Estádio Nacional, Lima      |
| 19:15 (UTC−5) | Blanco 58'       | Relatório | Santander 13' | Árbitro: CHI Julio Bascuñán |

| 14 de abril   | Racing                               | 3 – 2     | Deportivo Táchira | Estádio El Cilindro, Avellaneda |
| 21:15 (UTC−3) | Milito 57' · Bou 69' · Fernández 90' | Relatório | Meza 29', 48'     | Árbitro: ECU Carlos Orbe        |